# Gregor Govrik
Gregor Govrik CMV, auch Krikor Govrighian, (armenisch Գրիգոր Գովրիկյան; * 14. Mai 1840 in Gherla, Großfürstentum Siebenbürgen, Kaisertum Österreich; † 24. Januar 1931 in Wien) war ein armenisch-katholischer Ordensgeistlicher und Generalabt der Mechitaristen von Wien.

## Leben
Gregor Govrik besuchte ab 1854 die Schule der Mechitaristen in Wien. Anschließend trat er der Ordensgemeinschaft der Mechitaristen von Wien bei und studierte Philosophie und Katholische Theologie am ordenseigenen Hausstudium. 1861 empfing er das Sakrament der Priesterweihe. Später wirkte er als Seelsorger und Lehrer im Orient und in Siebenbürgen. Ferner war er Mitherausgeber der Zeitschrift Armenia. Magyar-örmény havi szemle („Armenia. Ungarisch-armenische Monatsrevue“).
Am 7. Mai 1910 wurde Govrik zum Generalabt der Mechitaristen von Wien gewählt und Papst Pius X. ernannte ihn zudem zum Titularerzbischof von Nisibis per gli Armeni. Der Apostolische Nuntius in Österreich-Ungarn, Erzbischof Gennaro Granito Pignatelli di Belmonte, spendete ihm am 8. Juni desselben Jahres die Bischofsweihe; Mitkonsekratoren waren die Weihbischöfe in Wien, Laurenz Mayer und Godfried Marschall.